# Jarosław Rusiecki
Jarosław Rusiecki (ur. 20 lipca 1961 w Nieskurzowie Starym) – polski polityk i urzędnik samorządowy, poseł na Sejm V, VI i VII kadencji, senator VIII, IX, X i XI kadencji.

## Życiorys
Syn Jana i Genowefy. W 1997 ukończył studia na Wydziale Nauk Społecznych Katolickiego Uniwersytetu Lubelskiego. Od 1999 do 2005 był zastępcą dyrektora Miejskiej Biblioteki Publicznej w Ostrowcu Świętokrzyskim. Od 2002 zasiadał także w radzie powiatu ostrowieckiego.
W 2005 z listy Prawa i Sprawiedliwości został wybrany na posła V kadencji w okręgu kieleckim. W wyborach parlamentarnych w 2007 po raz drugi uzyskał mandat poselski, otrzymując 4637 głosów. W wyborach w 2011 z powodzeniem ubiegał się o reelekcję, dostał 7323 głosy. W 2014 wystartował w wyborach uzupełniających do Senatu w okręgu nr 82, uzyskując mandat senatora VIII kadencji. W 2015 i 2019 był ponownie wybierany do izby wyższej polskiego parlamentu (otrzymał odpowiednio 54 549 głosów oraz 87 428 głosów). W Senacie X kadencji stanął na czele Komisji Obrony Narodowej. W 2023 utrzymał mandat senatora na kolejną kadencję, zdobywając 80 763 głosy.

## Odznaczenia
Odznaczony Brązowym Krzyżem Zasługi (2005) oraz Brązową Odznaką „Zasłużony dla Ochrony Przeciwpożarowej” (2018).